# Virgen de Manare
La Virgen de Manare es la patrona de todos los Llaneros en Colombia y parte de Venezuela, siendo ampliamente venerada en los departamentos de Casanare, Vichada, Meta y Arauca. Se celebra el 6 de enero su fiesta patronal en el municipio de Paz de Ariporo en el departamento de Casanare; día en que cerca de 20.000 personas la visitan en su santuario.

## Imagen
La imagen tallada en madera representa a la Virgen de los Dolores  y fue traída por el Padre Jesuita José Gumilla, desde España a la población de Betoyes, cerca de Tame Arauca, donde se comenzó a venerar bajo la advocación de la "Virgen del Buen viaje". Tras la destrucción de Betoyes Arauca, fue trasladada a la población de Manare, en donde fue entronizada como "La Virgen de los Dolores de Manare". Se comenta que los jesuitas "la hicieron aparecer" en un barranco como estrategia para someter al indio manare (etnia extinguida)  que era muy bravío.  Hasta ese punto de la geografía, ubicado en jurisdicción del hoy conocido municipio de Hato Corozal, llegaban en romería gente de todos los rincones del llano a pagar promesas, pues se hablaba de muchos testimonios de milagros que se le atribuían, lo que aumentó su devoción con el paso del tiempo, y ante la destrucción del poblado durante la guerra del 50, la imagen fue trasladada finalmente al área urbana del municipio de Paz de Ariporo Casanare el 18 de marzo de 1953. En La vereda Manare aun se conserva la campana y pila bautismal que tenía el templo destruido en esa guerra bipartidista interna que se vivió en Colombia entre la policía  Chulavita, cachiporros (Liberales) y godos (Conservadores).

## Devoción
Se le atribuyen miles de milagros y por más de 100 años son costumbre las romerías desde lugares remotos de Vichada, Arauca, Casanare y Venezuela; para darle gracias por los favores recibidos. Antiguamente se encontraban en los caminos reales grupos de familias que se desplazaban a pie y llevaban sus equipajes y comida en bueyes o bestias.
- Datos: Q21515168